# Deanthoven
Deanthoven je třípísňové EP amerického hudebníka Deantoniho Parkse. Vydáno bylo dne 10. srpna 2016 společností Leaving Records. Parks ve skladbách využívá pozadí skladeb Ludwiga van Beethovena. Skladba „Magdalena“ dostala svůj název podle Beethovenovy matky. Parks zde kromě bicí soupravy hraje také na klávesy. Všechny písně na desce byly nahrány v reálném čase, neobsahují žádné overduby či smyčky. O mastering a mixing nahrávek se postaral Matthew David McQueen. Album vyšlo také na audiokazetě, na níž byly jako bonusy přidány také alternativní verze skladeb obsahující pouze bicí (označované jako „drumapella“). Název alba je kombinací Parksova jména (Deantoni) s Beethovenovým příjmením.

## Seznam skladeb
| Pořadí         | Název          | Délka |
| -------------- | -------------- | ----- |
| 1.             | In 711 A.D.    | 7:27  |
| 2.             | Magdalena      | 5:38  |
| 3.             | Thoven Bey     | 3:36  |
| Celková délka: | Celková délka: | 16:41 |